# Albert Aftalion
Albert Aftalion (Ruse, Bulgaria, 21 de octubre de 1874-Ginebra, Suiza, 6 de diciembre de 1956) fue un economista judío, nacionalizado en Francia.
Su familia emigró desde Bulgaria, a Nancy, Francia, siendo aún muy joven, probablemente alrededor de 1876, como parte de la ola de emigración de las minorías judías después de la Guerra de la Independencia. Allí, cursó la escuela primaria y secundaria, antes de estudiar Derecho y Economía en la Universidad de París, donde obtuvo dos doctorados, uno en Leyes en mayo de 1898 y el otro en Economía, en junio de 1899. 
Comenzó su carrera académica en 1900 como profesor en la Facultad de Derecho de Lille, donde pasó 23 años. En 1901 se convirtió en titular como profesor adjunto. Pasó a trabajar en la Universidad de París a en 1923, allí ocupó la cátedra de Estadística, hasta 1934, cuando sustituyó en la cátedra de Economía política a Charles Rist. En octubre de 1940 fue destituido conforme a las leyes antijudías y se refugió en Toulouse durante cuatro años. Reinstalado tras la liberación, se jubiló en 1946.

## Contribución teórica
Estudió el ciclo económico. Consideró que las crisis de sobreproducción y de los ciclos económicos se desencadenan al aumentar más la demanda de bienes de inversión que la de bienes de consumo. Analizó el efecto acelerador que refleja la dinámica del exceso de inversión durante fase de expansión del ciclo y la fuerte caída de la inversión en la fase de la depresión. También, utilizó el papel de las expectativas de los empresarios, para criticar a la teoría cuantitativa del dinero.

## Obras
- L'oeuvre économique de Sismonde de Sismondi, 1899, thèse de doctorat ès sciences économiques, Paris
- Le developpement de la fabrique et le travail à domicile dans les industries de l'habillement, 1906, L. Larose & L. Tenin, Paris
- La conciliation dans les conflits du travail, Association pour la protection légale des travailleurs, 1911, Alcan, Paris
- Les crises périodiques de surproduction, 1913, éditions M. Rivière, Paris
- Les fondements du socialisme. Étude critique, 1923, éditions M. Rivière, Paris
- L'industrie textile en France pendant la guerre, 1924, PUF, Paris
- Monnaie, prix et change. Experiences récentes et théorie, 1927, Sirey, Paris
- Monnaie et industrie. Les grands problèmes de l'heure présente, 1929, Sirey, Paris
- Les crises économiques et financières, Recueil de cours, 1932, Martinus Nijhoff Publishers
- L'or et sa distribution mondiale, 1932, Dalloz, Paris
- L'équilibre dans les relations économiques internationales, 1937, Domat-Montchrestien, Paris
- L'or et la monnaie. Leur valeur. Les mouvements de l'or, 1938, Domat-Montchrestien, Paris
- La valeur de la monnaie dans l'économie contemporaine. Monnaie et économie dirigée, 1948, Sirey, Paris
- La valeur de la monnaie dans l'économie contemporaine. Monnaie, prix et change, 1950, Sirey, Paris